# Kodeks 0168
Kodeks 0168 (Gregory-Aland no. 0168) – grecki kodeks uncjalny Nowego Testamentu na pergaminie, paleograficznie datowany na VIII wiek. Miejsce przechowywania rękopisu jest nieznane. Do naszych czasów zachowały się jedynie fragmenty kodeksu.

## Opis
Rękopis zawierał tekst czterech Ewangelii (fragmenty) i był palimpsestem. Dalsze szczegóły są nieznane.

## Tekst
Nieznana jest tradycja tekstualna kodeksu. Kurt Aland nie zaklasyfikował go do żadnej kategorii.

## Historia
INTF datuje na VIII wiek.
Rękopis został wciągnięty na listę rękopisów Nowego Testamentu przez Gregory'ego. Rękopis zaginął, nieznane jest obecne miejsce jego przechowywania. Ostatnie znane miejsce jego przechowywania to Weria, był własnością braci Melissa.